# Fatouma Amadou Djibril
Fatouma Amadou Djibril est une femme politique béninoise. Sous la présidence de Boni Yayi, Fatouma Amadou Djibril occupe deux postes ministériels. 

## Biographie
Fatouma Amadou Djibril est native de Kandi dans le nord du Bénin. Sous la présidence de Boni Yayi, elle occupe dans un premier temps, le poste de ministre de la famille, des affaires sociales, de la solidarité nationale, des handicapés et des personnes de troisième âge en 2011,,.  
En 2013, elle quitte ce poste pour prendre le portefeuille du ministère de l’agriculture, de l’élevage et de la pêche,,. Le 29 novembre 2015, elle quittera à nouveau son poste ministériel et se verra nommer conseiller spécial à l'agriculture du Président de la République.
En septembre 2018, la commission des lois de l'assemblée nationale béninoise autorise la haute cour de justice à poursuivre Fatouma Amadou Djibril  et les deux anciens ministres Komi Koutché et Valentin Djènontin, tous trois soupçonnés de détournement de fonds entre 2014 et 2016,.